# Katoengroenuil
De katoengroenuil (Earias insulana) is een vlinder uit de familie van de visstaartjes (Nolidae). De wetenschappelijke naam van de soort is voor het eerst geldig gepubliceerd door Boisduval in 1833.
De vlinder is zeer polyfaag en kan in de teelt van katoen, okra, maïs en rijst.
De soort komt voor in het Palearctisch, Afrotropisch, Oriëntaals en Australaziatisch gebied. In Europa komt de soort met name voor in het Middellandse Zeegebied. In 2013 is een exemplaar, vermoedelijk een zwerver, in Nederland gevangen, in de omgeving van Beetsterzwaag.